# Huang Nanyan
Huang Nanyan, född 11 april 1977 i Guangxi, är en kinesisk idrottare som tog silver i badminton vid 2000.